# Joachim Rieke
Joachim Rieke (* 1960 in Georgsmarienhütte) ist ein deutscher Pianist, Musikpädagoge und Professor für Klavierspiel.

## Leben
Rieke studierte ab 1981 an der Musikhochschule in Bremen Musikpädagogik mit dem Hauptfach Klavier bei Konrad Meister. Dieses Studium schloss er 1985 mit dem Staatlichen Privatmusiklehrerexamen ab. Im Anschluss studierte er von 1985 bis 1987 am Conservatorium van Amsterdam bei Alexandru Hrisanide. Parallel studierte er an der Musikhochschule in Hannover bei Konrad Meister Klavier und schloss mit dem Diplom ab.
Von 1985 bis 1990 war er an der Musikschule des Landkreises Oldenburg als Instrumentallehrer für Klavier tätig. Von 1986 bis 1988 hatte er einen Lehrauftrag an der Hochschule für Künste Bremen sowie an der Universität Bremen für Klavier. Von 1987 bis 1992 war er als Assistent von Konrad Meister mit einem Lehrauftrag für Klavier sowie Methodik und Didaktik an der Musikhochschule Hannover beschäftigt. Von 1988 bis 1995 unterrichtete er Klavier an der Musikschule der Stadt Bremen.
Im Jahr 1991 erhielt er einen Lehrauftrag für Klavier und Methodik sowie Didaktik an der Studienabteilung des Städtischen Konservatoriums Osnabrück, welchen er bis 2000 innehatte.
1994 gründete er in Bremen eine Privatmusikschule, die er bis 2002 auch leitete. Im Jahr 2000 wurde er als Professor für Klavier und Didaktik an das Institut für Musik der Hochschule Osnabrück berufen.
Rieke nahm an verschiedenen Musikfestivals teil, konzertierte seit 1986 in zahlreichen Klavierabenden und Kammermusikkonzerten und wirkte an einigen Rundfunkproduktionen des Hessischen Rundfunks und Radio Bremens mit. Er ist regelmäßig Jurymitglied im Rahmen von Regional- und Landeswettbewerben Jugend musiziert in Bremen und Niedersachsen.